# Strada statale 759 di Prato Sesia
La strada statale 759 di Prato Sesia (SS 759) è una strada statale italiana il cui percorso si sviluppa in Piemonte. Si tratta di un'arteria utile ad evitare l'attraversamento del centro abitato di Prato Sesia.

## Percorso
L'arteria ha origine a sud di Grignasco ad una rotatoria che la congiunge alla strada statale 299 di Alagna. La strada si presenta a carreggiata unica priva di incroci a raso, con un unico svincolo che permette di raggiungere Baragiotta, frazione di Prato Sesia.
Sviluppandosi lungo la direttrice nord-ovest - sud-est, la strada raggiunge una rotatoria che la innesta con la ex strada statale 142 Biellese nei pressi di Romagnano Sesia.

## Storia
La strada rappresenta la prima porzione di un più ampio sistema tangenziale che colleghi velocemente Grignasco all'A26 Genova-Gravellona Toce. L'inaugurazione è avvenuta nel settembre 2010, mentre nel 2021 si sono avviati i lavori per la tratta finale.
La strada ottenne inizialmente la classificazione provvisori di nuova strada ANAS 703 di Alagna (NSA 703), salvo ottenere quella definitiva nel corso del 2022 con i seguenti capisaldi di itinerario: "Innesto su rotatoria con la S.S. n. 142 - Innesto con la S.S. n. 299 (Km 32+950)".